# Lada Granta
A Lada Granta (oroszul: Ла́да Гра́нта) egy alsó-középkategóriás autó, amelyet az orosz AvtoVAZ gyárt, a Renault-val együttműködve, a Lada Kalina alapjaira építkezve. Az orosz piacon 2011. december 1-jétől vált megvásárolhatóvá.

## Története
2012-ben az izsevszki gyárban is megindult a Granta összeszerelése, miután a régi VAZ–2104, VAZ–2105 és VAZ–2107 gyártása végleg leállt. 2014-ben a négyajtós szedán karosszéria mellé megjelent egy ötajtós ferde hátú változat is, mely a Lada Samara második generációját hivatott leváltani.
A Granta is azok közé az autók közé tartozik, melyekkel a Lada márka igyekszik visszatérni a nyugatabbra fekvő országok piacaira, így Magyarországra is, több évnyi távollét után.

## Áttekintés

### Műszaki adatok
Méretei alapján a Lada Granta az alsó középkategóriás autók közé tartozik, az AvtoVAZ azonban úgy tekint a modellre, mely egy lépéssel a kategóriája előtt jár. Az orosz piacon azokat a fiatalokat és fiatal családokat igyekeztek megcélozni a modellel, akik előszeretettel vásárolják a kiskategóriás és alsó középkategóriás autókat, különösen 2010 óta. A gyár vezetői úgy gondolják, hogy a Granta szedán változata azért lehet kimondottan vonzó az előbbiek számára, mert Oroszországba jellemzően ferde hátú karosszériával érkeznek a külföldről behozott kisebb modellek, melyek így kisebb teret kínálnak az utasoknak.

### Motor
Jelenleg kétféle motor kerül beépítésre, az 1,6 literes, soros négyhengeres, 8 szelepes, és az 1,6 literes, soros négyhengeres, 16 szelepes motort.

### Felszereltség
A kocsi három felszereltségi csomaggal kapható: Standard, Norma és Lux. A Standard csomaghoz szervokormány, elektromos első ablakok, központi zár, audio előkészítés (nincsenek hangszórók és fejegység, de a kábelköteg beépítésre került) és guminyomás érzékelő jár, illetve biztonság szempontjából rendelkezik ABS +BAS (fék asszisztens) ESC (elektronikus menetstabilizátor) vezető és utas oldali légzsákokkal. A Norma csomag ezek mellett már tartalmazza az audio rendszert és a manuális klímaberendezést. Végül a Lux felszereltség ami már rendelkezik ködfényszóróval, hátsó elektromos ablakokkal, fűthető tükrökkel, fűthető első szélvédővel, fűthető első ülésekkel, távirányítóval vezérelhető központi zárral, tolatóradarral,  esőszenzorral, automata fényszóró funkcióval, valamint egy 7 colos érintőképernyős multimédia rendszerrel.

### Biztonság
2015-ben a Granta egy Lux felszereltségű változata részt vett az ARCAP orosz törésteszten, ahol négyből három csillagot ért el, a maximális 16 pontból pedig 10,5-et gyűjtött be. A balesetek során a fejsérülések valószínűségét és súlyosságát megadó HIC-száma 590 lett az autónak a vezetőoldalon és 428 az utasoldalon. A tesztelt modell két légzsákkal, ABS-sel és biztonsági öv előfeszítővel rendelkezett.

### Értékesítés

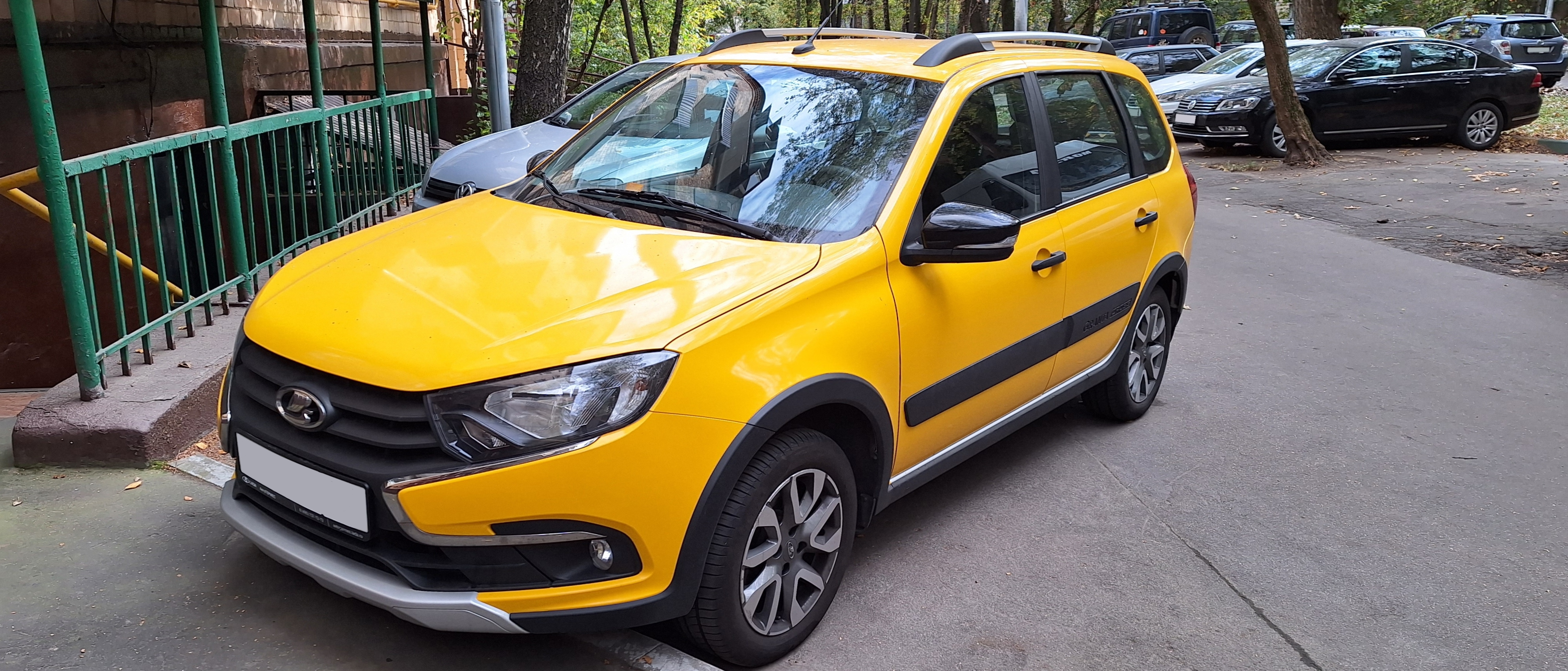
Lada Granta Cross

A Lada Granta Oroszország mellett Fehéroroszországban, Ukrajnában, Örményországban, Azerbajdzsánban és Egyiptomban is kapható, továbbá az Európai Unió számos országában is, például Csehországban, Szlovákiában, Ausztriában, Németországban, Franciaországban és Magyarországon. Magyarországra több év szünet után tért vissza a Lada márka hivatalos márkakereskedéssel. A Granta fogadtatása felemás volt a magyar szakírók részéről, az 1,6 literes motort kedvelték, a belső tér anyagait, az összeszerelés minőségét és a menetkomfortot viszont bírálták.

### Visszahívások
2013 májusában az AvtoVAZ visszahívott körülbelül 30 ezer már eladott Grantát és Kalinát a fékrendszerrel kapcsolatos hibák miatt.

## Motorsport
A Lada Granta WTCC 2012 és 2014 között volt a Lada gyári csapatának hivatalos versenyautója a Túraautó-világbajnokságon. Ekkoriban James Thompson volt a csapat első számú pilótája, Mihail Kozlovszkij pedig a második számú. A 2014-es évadra a 2012-es bajnok, Robert Huff is a csapathoz igazolt. 2015-ben a Grantát leváltotta a Lada Vesta WTCC változata.